# 信報財經月刊
《信報財經月刊》（英語：Hong Kong Economic Journal Monthly），又名《信報月刊》，創始人為林行止，是《信報》出版集團旗下的一份財經月刊，創刊於1977年4月，內容以香港、中國和國際財經、金融、地產、貿易資訊為主，附有各類文化藝術文章，例如：書評、酒評、遊記。作者來自世界各地、各行各業的專家及學者，以經濟界和工商界為主要讀者對象。
《信報財經月刊》以月刊形式發行，主要在香港、澳門發行。

## 內容
主要欄目有: 封面故事、中國香港分析、人物志、工商管理、法學、教育等。
作者包括文化人： 梁觀誠、龐寶林、梁美芬、朱國斌等。

## 架構
根據《信報財經月刊》2023年6月號資料，架構如下：
| 總編輯：   | 鄧傳鏘 |
| 編輯：     | 謝立 |
| 記者：     | 李潤茵、李俊杰、郭顯通 |
| 美術製作： | 黃樹聰、陳詠敏、陳國雄 |
| 製作：     | 凌少萍、梁志堅 |
| 學術顧問： | 丁望、王干漸、王賡武、白先勇、沈鑒治、李歐梵、金耀基、吳敬璉、林森池、翁松燃、陳弘毅、陳坤耀、程介明、鄒至莊、戴天、饒戈平、饒宗頤、饒餘慶 |
| 承印：     | 利高印刷有限公司 |
| 發行：     | 世紀物流國際有限公司 |

## 版面
- 李聲揚的《狐狸管弦樂》
- 陸庭龍的《逆流賓架》
- 林一鳴的《投資馬拉松》
- 姚松炎的《樓巿觀察》
- 黃雷的《債券投資》
- 姚穎謙的《河伯與海若》
- 林少陽的《價值投資》
- 杜思平的《國際財經》
- 梁劍平的《學者財經》
- 努里爾・魯賓尼的《經濟前瞻》
- Henryporter《外媒短打》
- 崔紹漢的《中西醫學》
- 周志輝的《飲食健康》
- 許書錟的《品酒經》
- 岑逸飛的《易卦哲理》
- 蔣匡文的《城巿．建築．風水》
- 施純志的《施純志》
- 潘麗瓊的《花木欄說》
- 司徒永富的《心中富有》
- 曾曉華的《英語趣談》
- 張建雄的《歷史人物》
- 蕭雪樺的《筆思進取》
- 盧安迪的《詩詞格律》
- 沈西城的《舊潮倒影》
- 徐士杰的《佛學研究》

## 外部連結
- 官方網站 （页面存档备份，存于）